# Brodric Martin
Brodric Martin (Tuscaloosa, Alabama; 24 de mayo de 1999) es un jugador profesional estadounidense de fútbol americano, se desempeña en la posición de defensive tackle en Detroit Lions, en la National Football League (NFL).

## Carrera
Hizo su debut profesional con el equipo Detroit Lions, lleva jugando una temporada, comenzó en el 2023.